# Młodzieżowe Indywidualne Mistrzostwa Szwecji na Żużlu 1987
Młodzieżowe Indywidualne Mistrzostwa Szwecji na Żużlu 1987 – cykl turniejów żużlowych, mających wyłonić najlepszych szwedzkich żużlowców w kategorii do 21 lat, w sezonie 1987. Tytuł wywalczył Henrik Gustafsson.

## Finał
- Avesta, 12 września 1987

| Msc. | Zawodnik             | Klub        | Pkt   |  |  |
| ---- | -------------------- | ----------- | ----- |  |  |
| 1    | Henrik Gustafsson    | Indianerna  | 15    |  |  |
| 2    | Niklas Karlsson      | Ornarna     | 13 +3 |  |  |
| 3    | Bo Arrhén            | Gamarna     | 13 +2 |  |  |
| 4    | Tony Rickardsson     | Gamarna     | 12    |  |  |
| 5    | Peter Nahlin         | Smederna    | 10    |  |  |
| 6    | Jörgen Johansson     | Dackarna    | 9     |  |  |
| 7    | Christer Rohlén      | Indianerna  | 9     |  |  |
| 8    | Peter Karlsson       | Ornarna     | 9     |  |  |
| 9    | Tommy Lindgren       | Indianerna  | 7     |  |  |
| 10   | Claes Ivarsson       | Vetlanda    | 6     |  |  |
| 11   | Dennis Löfqvist      | Bysarna     | 5     |  |  |
| 12   | Kent Danielsson      | Vetlanda    | 4     |  |  |
| 13   | Mikael Teurnberg     | Bysarna     | 3     |  |  |
| 14   | rez. Anders Conde    | Masarna     | 2     |  |  |
| 15   | rez. Pierre Carlsson | Eskilstuna  | 2     |  |  |
| 16   | Tony Zetterström     | Solkatterna | 1     |  |  |
| 17   | rez. Patrik Olsson   | Skepparna   | 1     |  |  |
| 18   | Kenneth Lindby       | Bysarna     | 0     |  |  |
| 19   | Johan Staaf          | Piraterna   | 0     |  |  |